# 에도가와구
에도가와구(일본어: 江戸川区 에도가와쿠[*])는 일본 도쿄도에 있는 특별구 중 하나이다. 구의 이름은 동쪽 가장자리를 따라 남북으로 흐르는 에도강에서 유래하였다.

## 지리
도쿄도 동부에 위치한다. 동쪽으로 지바현 우라야스시, 이치카와시, 마쓰도시와 접하고 북쪽으로 가쓰시카구, 서쪽으로 스미다구, 고토구와 접한다. 남쪽은 도쿄만과 접한다.
에도강, 아라카와강, 나카가와강이 구를 흐른다.

## 역사
에도가와구는 1932년에 미나미카쓰시카군의 7개의 정과 촌이 합쳐서 성립되었다.

## 교통

### 도로
- 수도고속도로
- 국도 14호선
- 국도 357호선

### 철도
- 동일본 여객철도
  - 소부 쾌속선(소부 본선)
    - (철도역 없음)

  - 주오·소부 완행선(소부 본선)
    - 히라이역 - (가쓰시카구) - 고이와역

  - 게이요선
    - 가사이린카이코엔역
- 도쿄 메트로
  - 도자이선
    - (고토구) - 니시카사이역 - 가사이역 - (지바현 우라야스시)
- 도쿄도 교통국(도에이 지하철)
  - 신주쿠선
    - 후나보리역 - 이치노에역 - 미즈에역 - 시노자키역
- 게이세이 전철
  - 게이세이 본선
    - 게이세이코이와역 - 에도가와역

## 시설
- 가사이 임해공원

## 자매 도시
에도가와구는 오스트레일리아의 센트럴코스트시, 미국 하와이주의 호놀룰루시, 두 곳과 자매 도시 관계를 맺고 있다. 이외에도 3곳의 우호도시(나가노현 아즈미노시, 야가가타현 쓰루오카시, 니가타현 미나미우오누마시)와 3곳의 교류도시(이바라키현 시로사토마치, 홋카이도 기코나이초, 미야기현 게센누마시)가 있다.